# Arafat (Mauritanie)
Pour l’article ayant un titre homophone, voir Arafat.
Araffat est une commune urbaine de Mauritanie et un quartier (ou banlieue) de la ville de Nouakchott. C'est le quartier le plus peuplé de la capitale avec 102 169 habitants recensés en 2000.